# 徐照
徐照（?—1211年），字道晖，一字灵晖，自号山民。永嘉（今浙江温州）人，南宋诗人。
徐照嗜苦茗，“手烹口啜无时”，亦好山水。一生未仕，以诗游士大夫间，行跡遍及今湖南、江西、江蘇、四川等地，與同郡徐璣、翁卷、趙師秀合稱“永嘉四灵”。宋寧宗嘉定四年（1121年）卒，生前家貧，由赵师秀與好友集資葬之。
工於詩，其詩宗姚合、賈島，刻意提煉字句，多閑逸寫景之作，有詩數百，琢思奇異。有《山民集》，已佚。另有《四灵诗集·徐照集》、《芳兰轩集》传世。